# رالف هاري
رالف هاري (بالإنجليزية: Ralph Harry)‏ هو ناشط إسبرنتو ودبلوماسي أسترالي، ولد في 10 مارس 1917، وتوفي في 7 أكتوبر 2002.